# 水野氏
水野氏（みずのし）は、武家・華族だった日本の氏族。戦国時代には三河国刈谷城主であり、徳川家康の母・於大の方（伝通院）の実家にあたり、桶狭間の戦い後に家康に仕えた。江戸時代には譜代大名の一つだった。しばしば幕府の老中を出し、特に天保の改革の水野忠邦が著名。明治時代初期の廃藩置県まで残った大名の水野家に下総結城藩主家、上総菊間藩主家、上総鶴牧藩主家、近江朝日山藩主家、それに紀州藩の付家老だった紀伊新宮藩主家を加えた5家があり、華族令施行後には前者4家の水野家が子爵、付家老の水野家が男爵に列した。

## 江戸時代前

### 出自
水野氏の出自は『寛政重脩諸家家譜』では清和源氏八島氏流と称している。鎮守府将軍源満政を祖として、満政の7世孫の小河重房の代に至って尾張知多郡阿久比郷小河に住して小河氏（小川氏）と称して、その子重清は春日井郡水野郷に一時期住して、水野とも称するようになったという。苗字の地とされる同春日井郡水野郷（瀬戸市水野）には古代から続く桓武平氏良兼流長田氏流水野氏があり、源姓小河氏流水野氏と婚姻関係が生じていた可能性がある。
その一方、水野氏のもう一つの苗字の故地として京都嵯峨水野の里があるとする説が『寛政譜』には記されている。すなわち、右大臣近衛道経の子経村は山城国西嵯峨野（葛野郡）水野邑に住して水野家と称していたが、小河重清の子の友重が早生したため、養子（清房に改名）となったことに因むという。この伝承は後世に水野氏が藤原北家近衛家と称する根拠の一つなったと考えられる。その後、清房の子雅経は阿久比郷小河の地頭職に任じられた。以後は正房の代まで知多郡小河にて御家人・地頭職を務めたという。

### 室町時代
南北朝時代に小河正房は土岐直氏の攻撃をうけ、子の信業と共に戦死し（小河合戦）、孫の信安は先祖の故地春日井郡水野郷へ移り再び水野を称した。その後、曾孫水野忠義は知多郡小河に戻り潜在し勢力を蓄え土岐氏に備えた。小河忠義は貞守の父である。
戦国期において水野氏が勢力を伸ばすのは、15世紀中頃水野貞守（小河氏14代目）が尾張国知多郡小河（現在の知多郡東浦町緒川）に緒川城と、尾張国と狭い入り江（現在の境川及び逢妻川）を挟んで隣接する三河国碧海郡に刈谷城の二つの拠点を置いたのに始まる。その後、水野氏は知多郡大野の佐治氏、渥美郡の戸田氏と争いながら勢力を広げ、大高城、常滑城、亀崎城、宮津城、鷲塚城などを有した。
水野宗家は水野忠政の時には貞守以来の緒川城と刈谷城を領有したうえ知多半島を南下、佐治氏、戸田氏を圧迫し、三河においては西尾城の吉良氏を圧迫した。水野氏は当初、今川氏やその傘下にあり近郷に割拠する松平氏との関係が深く、特に松平氏とは頻繁に通婚していた。この時期において水野氏は松平氏と同等の勢力であり、徳川家康の母伝通院（水野忠政の娘）の入輿もこの流れによるものであった。

### 織水同盟と滅亡
忠政死後は水野信元（忠政次男）が継いだが、彼はそれまでの親今川路線を変更し、織田信秀と同盟（織水同盟）を結んだ。
このため松平宗家の松平広忠（徳川家康の父）に嫁いでいた信元の妹於大の方は離縁となり刈谷に帰り、久松家に嫁ぐまでの数年を刈谷城近くの椎の木屋敷で過ごした。
ただし、松平氏と水野氏の同盟そのものが広忠の後見であった叔父の松平信孝が主導したもので、信孝が広忠や重臣たちによって排斥された以上、信孝と連携していた水野氏との同盟は継続できなかったとする説もある。
また、水野信元も今川氏と織田氏との境目の武士として今川氏の西三河進出に伴って今川方につくこともあり、確実に織田方として定着するのは、織田信長が織田氏の家督を継いで知多郡の支配の立て直しを意図した天文21年（1551年）のこととする指摘がある。また、庶流の常滑水野氏はその後も今川方と通じていた形跡がある。
水野信元の弟水野信近(忠政3男)は永禄3年（1560年）の桶狭間の戦いにおいて城代として刈谷城を守ったが戦いの直後に今川家臣・岡部元信に城を攻められ戦死した。
水野信元は永禄5年（1562年）には徳川家康を支援し信長と家康の同盟（清洲同盟）を仲介し、その後も水野惣領家として三方ヶ原の戦いや、長島一向一揆との戦いに参陣した。
しかし天正3年（1575年）水野信元は突如、信長に武田勝頼への内通を疑われ（佐久間信盛の讒言によるとされる）、徳川氏を頼り逃亡をはかるが、織田信長の命を受けた徳川家康により殺害された（これには織田・徳川両氏の陰謀による水野氏排斥であったとする見方もある）。この時、跡継ぎであった水野信政（信近の子）も殺害され、ここに水野氏は断絶となる。

### 水野氏再興
天正8年（1580年）難を逃れた一族は信長に再興を許され、水野忠政・四男水野忠守は尾張国小河（緒川）の、水野忠政・九男水野忠重は刈谷の旧領に復した。この時、水野忠重が信元の家督を継いだ宗家の継承者とされたことは石高からみても明らかである。
緒川城を継いだ水野忠守（水野忠政・四男）は、天正13年頃に秀吉に背き緒川城を退去したが、その嫡男、水野忠元は徳川秀忠の側近となり下総山川藩主となった。子孫からは享保の改革を補佐した水野忠之や天保の改革を主導した水野忠邦など、著名な老中を輩出した。
刈谷城を継いで宗家となった水野忠重は信元存命の頃から徳川家康に仕えていたが、水野家再興後は織田信雄に仕え、信雄が羽柴秀吉と講和してからは秀吉の家臣となった。秀吉の命令で一時伊勢国神戸に転封されるも、ほどなく刈谷に復し、秀吉の死後は徳川家康に従うが、関ヶ原の戦い直前に石田三成方の加賀井重望に殺害された。
忠重の跡を継いだ長男水野勝成は、若い頃は乱暴者であったが知勇に秀で、特に大坂夏の陣では抜群の軍功をあげ備後福山藩10万石を有する大名となった。
忠重の次男水野忠胤と四男水野忠清も共に家康に仕え、忠胤は三河国内1万石を有する大名に、忠清は駿河沼津藩水野家および上総鶴牧藩水野家の祖となった。
若い頃から信長の直臣であった水野忠分（水野忠政・八男）は、天正6年（1578年）有岡城の戦いで戦死したが、その子水野分長は、蒲生氏郷と徳川家康に仕え、緒川城主を経て、上野安中藩水野家の祖となった。また分長の弟水野重央も徳川家康に重用され、紀伊徳川家の御附家老なった。

### 水野諸家(戦国期)
水野家は戦国期の尾張三河に於いて織田氏、松平氏と並ぶほどの大豪族であったわりに資料が少ないが、これは上記の佐久間信盛の讒言による水野信元誅殺による一族離散のおりに多くの資料が散逸してしまったためであると考えられる。
また「刈谷市誌」が主張する刈谷水野家なる家の存在は、①於大が松平家を離縁となったあとで緒川ではなく刈谷に住したこと、②緊迫した桶狭間の戦いの中で水野信近が刈谷城に率いた軍勢があまりにも少なく一家の主としてはありえない状況で、伝承される通り城代であったと考えられる、などからその主張に無理がありすぎると言わざるを得ない。
『寛政譜』では以下のごとくである。

#### 緒川水野家
```
1.貞守                九郎次郎 十郎左衛門 蔵人　
長享
元年（
1487年
）5月18日卒、法名・玄室全通 年51
 1.賢正（かたまさ）    彦三郎 藤七郎 蔵人       
永正
11年（
1514年
）10月3日卒、法名・宝幢賢勝
  1.
清忠
（信政）       重政 蔵人 下野守          永正6（
1509年
）5月29日卒、法名・一初全妙
[
8
]

   1.
清重
             左近大夫
   2.忠政（妙茂）      藤七郎 下野守 右衛門大夫
   3.
元興
（邦重）      藤七郎 家康に仕える     　
元亀
2年（
1571年
）12月22日卒
[
8
]
法名・正念　年25
　 4.女  （
松平信忠
の妻）
   5.女  （
奥平貞勝
の妻）
```

『寛永系図』も同様であるが、「賢正」および「清忠」については「某」とし、法名のみをあげる。ただし「清忠」の没年の記載がない。
「士林泝洄」は「貞守」-「為妙・下野守」-「賢勝・蔵人 」-「忠政」とする。
『寛永系図・水野-坤』で忠政の兄弟とされた「藤助」（水野成政）は『寛政譜』に現れず、代わりに「清忠が長男」として左近大夫「清重」という人物が登場する。
```
1.清重
　1.某　　　　三河鷲塚に蟄居
　2.
治重
　　　三郎九郎
　3.
清信
　　　左近。某年討死、29歳
　4.
元定
　　　大學
```

「清信」の子「水野正重」は『寛永系図』に「清久」として現れる。通称、太郎作もしくは左近。『寛政譜』によれば天文14・1545年生まれ、桶狭間の戦いの後家康に仕えて軍功を示し、慶長7・1602年に1000石を与えられて旗本になるという。実際は信元に仕え、その死後、家康の御家人となったようである。『松平記』にその名をみせる他、この人物の覚書（水野左近覚書。『水野記』巻十五）の内容が『武徳編年集成』や『寛政譜』の記事として用いられている。宗家は嗣子なく絶家となるが分家に紀州藩に仕えた子孫がいる。また「元定」子孫は、その経緯は不明としながらも水野を名乗って江戸旗本となっている（「水野重定」に始まって「水野穠喜」「水野穠久」「水野穠延」らの名前がみえる）。
```
3.元興（邦重）
　1.
元教
　　　彦三郎
```

元教の妻は水野信元の娘で、信元殺害後、元教は知多に蟄居するが、子孫は徳川義直に仕えた後、徳川家宣の右筆、御家人を経て、明和5年（1768年）徳川家治の時代に旗本となっている。

#### 水野石見守家
忠政の兄とされる「水野成政」の系譜。『寛政譜』（6巻116頁）と『新編 東浦町誌 資料編3』所収の乾坤院所蔵水野系図「水野氏嫡流略系図」および「石見守水野氏御系図」による。「水野氏嫡流略系図」ではこの家を嫡流とする。しかし結城水野家とのあいだに、嫡庶についての争いがあったという（『寛政譜』6巻35頁および116頁）。
```
0.
成政
　　　藤助　尾州
平島城
[
9
]
主　
大永
2年（
1522年
）9月16日卒　法名・鐵肝栄心
　1.
成清
　　常陸介　
緒川城
主　　
天文
2年（
1533年
）3月24日
　　　　　　　　　　　　　　　　　緒川にて「生害」　妻は忠政の女　法名・孝山励忠
　　1.
長勝
　石見守　母は忠政の女　
慶長
14年（
1609年
）11月3日卒　法名・寿光浄圓
　2.女（荒川十郎大夫某の妻）
```

長勝は、父「生害」の時2歳。母と共に刈谷へ逃れるが、母が松平家広に再婚するにあたり形原へ同行、家広の養育を受けるという。のち信長に仕えて「石ヶ瀬の戦い」に参加。信長の死後は北条氏政に仕え、小田原征伐では鉢形城主北条氏邦の配下となっていた。北条氏滅亡後、天正19年に家康に仕えて武蔵国男衾郡に800石を与えられる。慶長7年伏見城番、同9年従五位下石見守となる。慶長14年伏見にて死去。78歳。
長勝の子水野忠貞が近畿8国の奉行職を務め5,000石、その子水野忠顯は大番頭で6,000石を与えられて、従五位下に叙任された。なお忠顯は水野忠清の4男で、次代・水野忠富、次々代・水野忠英はいずれも松本水野家3代水野忠直の子である。それゆえ水野忠重の直系となっている。

#### 常滑水野家（監物家）
```
1.
政祖
（まさもと） 半左衛門 河内守  貞守の次男
 1.
忠綱
           監物             常滑城主    
享禄
2年（
1529年
）7月23日卒、法名・全勝
  1.某            山城守 大和守   　常滑城主    某年死す          　　　　法名・花鴎
   1.
守次
（守隆）  監物  　　　　　　　　　　　　
慶長
3年（
1598年
）4月21日卒、法名・雲室全慶
落城の後、
嵯峨
に住す。妻は
水野信元
の女。墓所は
京都市
右京区
嵯峨天竜寺芒ノ馬場町68
天龍寺

妙智院。
    1.某  （新七）                             
天正
12年（
1584年
）
小牧の役
にて戦死
    2.
守信
 半左衛門 河内守 　　　　　　　　　　　
寛永
13年12月22日（
1637年
1月）卒、年60
家康に仕え、
関ヶ原の戦い
の後に長崎奉行、次いで大坂と堺の町奉行を勤め、寛永9年より
大目付
。
後5,000石となる。法名・全叟宗完。
```

居城は常滑城（愛知県常滑市山方町）で、忠綱およびその子の墓所は同市山方町5-106の天沢院である。「政祖」の名がみえるのは『寛政譜』のみ。『寛永系図』の「水野-坤」では「某・山城守・法名花鴎」－「守次・監物」とするが、忠政との関係は明らかではない。また『士林泝洄』巻36
は「大和守・常滑城主」－「大和守」－「守隆・監物」とし「大和守・常滑城主」を忠政の兄弟とする。ただしこれが『寛政譜』にいう監物「忠綱」のことなのか明らかではない。
子孫は、河内守「守信」が「半左衛門」を名乗って大目付、後に大身旗本となった。また戦死した「新七」の後には「信元」の孫八郎衛門（あるいは新七郎）が養子に入って「水野保雅」を名乗り、尾張藩士となっている。守信の墓所は父「守隆」と同じ京都・天龍寺の永明院（同町60）、養子にはいった「保雅」のそれは常滑市社辺64の総心寺である。
- 「保雅」の実母は水野信元の娘で法名「栄寿院転誉清心」（あるいは「博誉清心」）、養母も同じく信元の娘「向陽院花影総心」であるという（「士林泝洄」巻36）。向陽院は監物守隆の妻で、剃髪後熱田に居住した（『張州雑志』復刻1巻650頁）。
- 「士林泝洄」巻36「水野」は、「総心」の養子となった八郎右衛門「某」の母を「信元」の娘とし、同時に「中山五郎左衛門」（勝時）の子であるとする（名古屋市蓬左文庫所蔵本「藩士名寄」稿本版122‐125巻126頁の記述も同様）。他方「士林泝洄」巻69「大崎」によると「信元」の娘を妻とした「大崎七郎右衛門」昌好（元和6年・1620年卒）の下に八郎右衛門「保雅」（承応元年・1652年卒）をかけている。その姓を「水野」と明記しており、養子となったのはこの「保雅」と考えられる（前掲『張州雑志』に同趣旨の記述あり）。しかし彼が昌好の実子であるのかどうかは記されていない。
  - 保雅の娘が「七郎右衛門妻」となっているが、これは七郎右衛門「昌継」（寛永11年・1634年卒）の子、七郎右衛門「昌次」（延宝3年・1675年卒）の妻と考えられる（「士林泝洄」巻69）。

#### 大高水野家（大膳家）
```
1.
為善
             大膳 養月斎 　　　貞守の弟

文明
年中より大高城に住し、兄に属す。
 1.
近守
            藤二郎もしくは藤十郎
 2.
忠守
            紀次郎 大膳亮
  1.
吉守
           大膳亮

永禄
6年
三河一向一揆
との戦いに参加し、家康より知行3,300石を得る。妻は
水野信元
の女。
   1.
正長
          大膳大夫もしくは大膳亮
信長、家康と仕えて大高に居城。
関ヶ原の戦い
に参加するも、負傷。傷が癒えずに死す。
   2.女（水野善兵衛
宗勝
の妻）
  2.
正勝
 
 （忠勝）   藤太郎 長左衛門 　　　　　　　
天正
9年（
1581年
）3月19日卒、年77
大膳忠守の次男。信長に仕える。
   1.
宗勝
           藤太郎 善兵衛　　　　　　　　
元和
2年（
1616年
）1月29日卒

織田信雄
に仕えて後、
小田原征伐
において家康の旗下となり、500石を与えられる。
```

居城は大高城（名古屋市緑区大高町城山）。しかしこの「大高城」については、愛知県武豊町東大高周辺を城邑域とする富貴城とみなす異説もある（『刈谷市史』）。大高城は、忠守の頃に今川方の山口教継の調略によって落城し、桶狭間の戦いが起こった。その後、大高城主に復帰したかどうかは定かではない。
忠守は忠政の娘を妻としたが、『刈谷市史』ではこれを否定する。『寛永系図・水野-坤』では忠政との姻戚関係を記述していない。『寛政譜』では「正勝」の生母の記述はない。大膳亮忠守とその室（忠政の娘）は共に生没年不明であるが、忠守の子・正勝の生年を寛政譜の記述から逆算すると1505年となり、忠守室の兄・忠政の生年が1493年であるから、正勝が忠政の娘の実子でないことは確かである。江戸時代は吉守と正勝の子孫がそれぞれ旗本となった。

#### 河和水野家（戸田流）
河和城（愛知県美浜町河和字西谷）主戸田守光と水野信元の娘、妙（総心尼とは姉妹となる）との子光康を祖とする。天正18年（1590年）、父守光は秀吉旗下として参加した小田原征伐で討死。夫の死後、剃髪した母妙源尼と共に、江戸で伝通院の庇護を受ける。慶長2年（1597年）母方の姓を名乗って水野光康となり、家康より700石の知行を与えられる。慶長6年（1601年）河和郷に復して1,460石を与えられ、後に尾張藩士となる。同じく子孫は尾張藩に仕え、幕末に至るまで旧河和城下に屋敷（河和屋敷と呼ばれていたらしい）を持っていたという。

## 江戸時代

### 忠重流 水野家

#### 忠重－勝成流 水野家
和泉守忠重の子日向守勝成を祖とする家で、水野一族の宗家筋に当たる。領地は、三河刈谷より大和郡山、備後福山といずれも枢要の地を任された。第5代・勝岑が2歳で夭折すると跡目を失い断絶となるが、名門の家柄が惜しまれ勝成の孫である勝長が跡目を継ぎ家名の存続が許された。以後、小禄ながら幕末まで存続するが、明治維新には隠居した勝進と当主である勝知が勤王と佐幕に別れ対立し、居城の結城城を奪い合うことになった。維新後は子爵（→水野子爵家（結城）へ）。歴代当主は以下の通り。
1. 日向守勝成 - 三河刈谷藩主(3万石)→大和郡山藩主(6万石)→備後福山藩主(10万石)
2. 美作守勝俊 - 備後福山藩主
3. 日向守勝貞 - 備後福山藩主
4. 美作守勝種 - 備後福山藩主
5. 松之丞勝岑 - 備後福山藩主 夭逝
6. 隠岐守勝長 - 能登西谷藩主(1万石)→下総結城藩主(1万8,000石)
7. 日向守勝政 - 下総結城藩主
8. 日向守勝庸 - 下総結城藩主
9. 日向守勝前 - 下総結城藩主
10. 日向守勝起 - 下総結城藩主
11. 日向守勝剛 - 下総結城藩主
12. 日向守勝愛 - 下総結城藩主
13. 日向守勝進 - 下総結城藩主
14. 日向守勝任 - 下総結城藩主
15. 日向守勝知 - 下総結城藩主（強制隠居処分）
勝寛 - 下総結城藩主→結城藩知事

#### 忠重－忠胤流 水野家
水野勝成の弟・水野忠胤を祖とする家。関ヶ原の戦いの論功行賞により三河国内に1万石を与えられ成立する。しかし、慶長14年（1609年）の遠江浜松藩主・松平忠頼を招いた茶会において忠胤家臣と忠頼家臣が口論を起こし仲裁に入った忠頼を忠胤家臣が殺害してしまい、忠胤は切腹を命じられ廃藩となった。
1. 市正忠胤

#### 忠重－忠清流 水野家
勝成の弟隼人正忠清を祖とする家。代々出羽守を名乗り帝鑑間に詰めた。領地は上野小幡より勝成移封後の三河刈谷に入りその後同国吉田、信濃松本と移る。しかし、松本藩主時代の享保10年（1725年）に第6代隼人正忠恒が江戸城中で刃傷事件を起こしたため改易となる。その後、叔父出羽守忠穀に家名存続のみが許されたが、その子出羽守忠友が家治の側近として活躍したため明和5年（1768年）三河大浜にて大名に復帰する。さらに安永6年（1777年）には駿河沼津城を与えられ城持ち大名となる。大名復帰後は、当主が側用人や老中といった幕府要職に就任する機会が多くなった。明治元年（1868年）徳川家達の駿河府中入封に伴い、所領5万石の内2万3,700石を上総菊間に移される。維新後子爵（→水野子爵家（菊間）へ）。歴代当主は以下の通り。
1. 隼人正忠清 上野小幡藩主（1万石）→三河刈谷藩主（2万石）→三河吉田藩主（4万石）→信濃松本藩主（7万石）、書院番頭、奏者番
2. 出羽守忠職 - 信濃松本藩主、大坂城代
3. 隼人正忠直 - 信濃松本藩主
4. 出羽守忠周 - 信濃松本藩主
5. 日向守忠幹 - 信濃松本藩主
6. 隼人正忠恒 - 信濃松本藩主→改易
7. 出羽守忠穀 - 旗本（信濃国佐久郡7千石）、大番頭
8. 出羽守忠友 - 三河大浜藩主（1万4,000石）→駿河沼津藩主（3万石）、老中
9. 出羽守忠成 - 駿河沼津藩主（3万石）、老中
10. 出羽守忠義 - 駿河沼津藩主
11. 出羽守忠武 - 駿河沼津藩主
12. 出羽守忠良 - 駿河沼津藩主
13. 出羽守忠寛 - 駿河沼津藩主、側用人
14. 出羽守忠誠 - 駿河沼津藩主、老中
15. 出羽守忠敬 - 駿河沼津藩主→上総菊間藩主（5万石）→菊間藩知事

#### 忠重－忠清－忠増流 水野家
忠清の子周防守忠増を祖とする家。無城の新規取立大名として菊間縁側に詰めた。正徳元年（1711年）に第2代肥前守忠位が大坂定番に就任した際に加増されて大名に列した。その後しばらく領地に居所を作らなかったが、享保10年（1725年）に安房北条の陣屋を居所とし、文政10年（1827年）に上総鶴牧に移転した。当主は、大番頭や若年寄といった役職に就任する機会が多かった。維新後は子爵（→水野子爵家（鶴牧）へ）。
1. 周防守忠増 - 旗本（信濃国・丹波国7千石）
2. 肥前守忠位 - 大坂定番（1万2,000石）
3. 壱岐守忠定 - 安房北条藩主（1万5,000石）、若年寄
4. 壱岐守忠見 - 安房北条藩主、若年寄
5. 壱岐守忠韶 - 安房北条藩主→上総鶴牧藩主（1万5,000石）、若年寄
6. 壱岐守忠実 - 上総鶴牧藩主、若年寄
7. 肥前守忠順 - 上総鶴牧藩主→鶴牧藩知事

#### 水野十郎左衛門の旗本水野家
水野勝成の子・成貞は、旗本となったが、その子・成之（十郎左衛門）知行3,000石が幡随院長兵衛と乱闘し殺害したことは不問に処されたが、その後行跡怠慢により母の実家の蜂須賀家にお預かりとなり、評定の為に召喚された時、月代を剃らず着流しの伊達姿で出頭したことで、不敬により即日切腹となり断絶した。その後、弟の水野忠丘が旗本として召し出された。

### 忠分流 水野家

#### 忠分-分長流 水野家
水野弾正忠分長を祖とする家。新規取立の城主として雁間に詰め、大番頭や奏者番といった役職に就く機会が多かった。領地は、水野氏の故地である尾張小河より、三河新城、上野安中と変遷した。寛文7年（1667年）第3代信濃守元知が乱心して妻女である出羽山形藩水野氏水野監物忠善（当時は岡崎藩主）の娘を殺害したため改易となる。その後子孫は旗本として存続した。
1. 水野弾正忠分長 - 尾張緒川藩主（9,820石）→三河新城藩主（1万国）、大番頭
2. 水野備後守元綱 - 三河新城藩主→上野安中藩主（2万石）、大番頭 兼 奏者番
3. 水野信濃守元知 - 上野安中藩主→改易

#### 忠分-重央流 水野家
出雲守重央を祖とする家。重央は徳川頼宣の附家老となり、頼宣の領地移動に伴いその領内の遠江浜松城、紀伊新宮城を与えられた。その後子孫は新宮城主、紀州徳川家家老として続く。江戸詰め家老の役にあり、基本的に江戸で政務を取った。明治維新後に政府より新宮藩として独立が認められた。維新後男爵（→水野男爵家へ）。
1. 出雲守重央 - 新宮城主（3万5,000石）、付家老
2. 淡路守重良 - 新宮城主、付家老
3. 土佐守重上 - 新宮城主、付家老
4. 淡路守重期 - 新宮城主、付家老
5. 大炊頭忠昭 - 新宮城主、付家老
6. 筑後守忠興 - 新宮城主、付家老
7. 飛騨守忠実 - 新宮城主、付家老
8. 対馬守忠啓 - 新宮城主、付家老
9. 土佐守忠央 - 新宮城主、付家老
10. 大炊頭忠幹 - 紀伊新宮藩主

### 忠守流 水野家

#### 忠守－忠元流 水野家

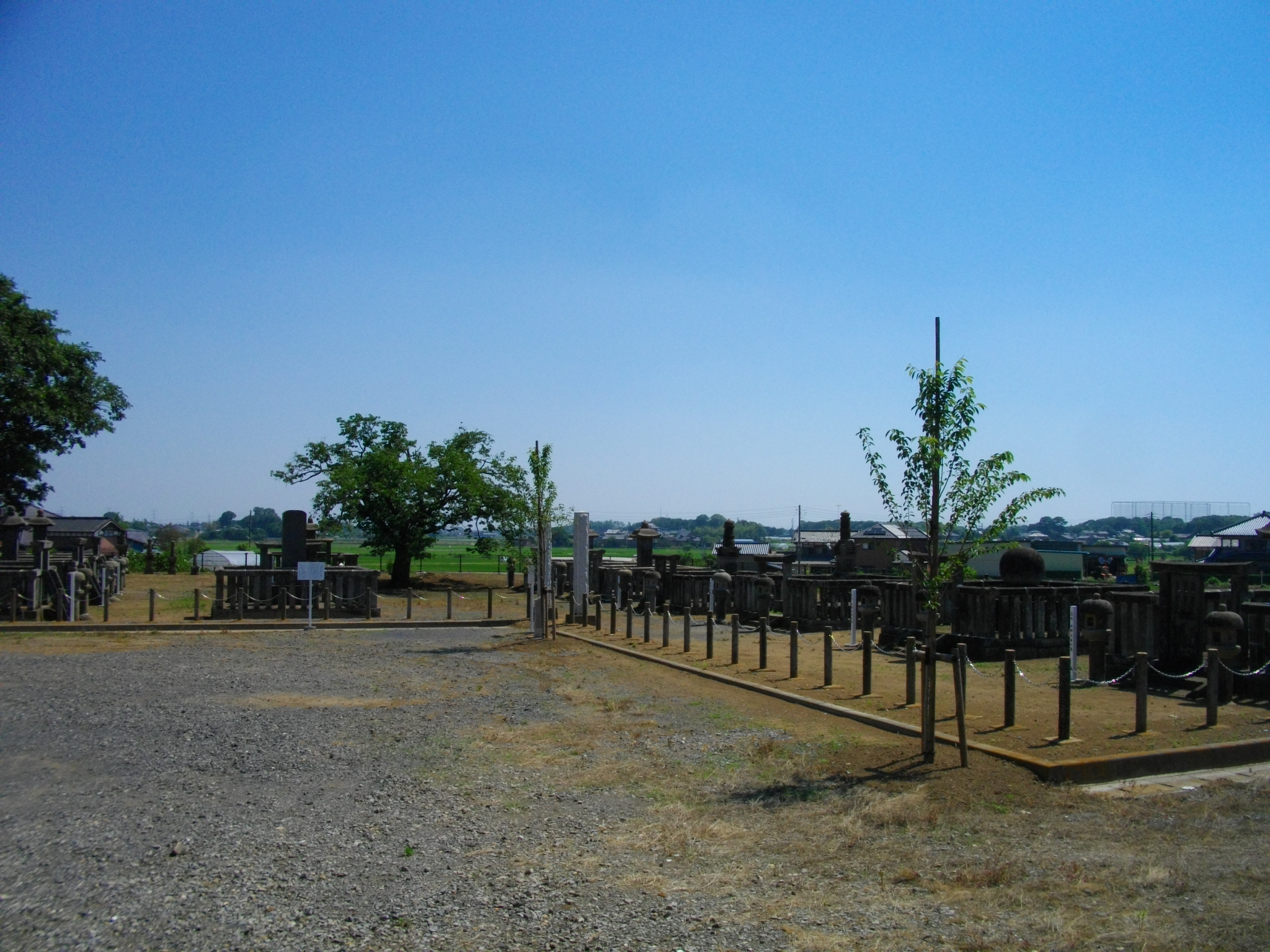
山川水野家墓所

監物忠元を祖とする家。代々監物を名乗り帝鑑間に詰めた。領地は、下総山川より駿河田中、三河吉田、同岡崎、肥前唐津、遠江浜松と要地を転々としている。長崎警護の役目がある唐津藩時代を除いて幕府の要職に付くことが多かった。享保の改革で徳川吉宗を補佐した和泉守忠之や天保の改革を主導した越前守忠邦ら、著名な老中も輩出している。忠邦以降、改革失敗の責任をとらされて出羽山形に転封となる。明治後には近江朝日山藩に転封。維新後子爵（→水野子爵家（朝日山）へ）。
なお、初代忠元が大名となったことを記念して、領地ではないが許可を得て、11代忠邦までの墓所が山川（茨城県結城市）につくられている。
1. 監物忠元 - 下総山川藩主（3万5,000石）、西丸書院番頭
2. 監物忠善 - 下総山川藩主→駿河田中藩主（4万5,000石）→三河吉田藩主→三河岡崎藩主（5万石）、西丸書院番頭
3. 右衛門大夫忠春 - 三河岡崎藩主、奏者番兼寺社奉行
4. 豊前守忠盈 - 三河岡崎藩主
5. 和泉守忠之 - 三河岡崎藩主（5万石→6万石）、老中
6. 監物忠輝 - 三河岡崎藩主
7. 監物忠辰 - 三河岡崎藩主
8. 和泉守忠任 - 三河岡崎藩主→肥前唐津藩主（6万石）、老中
9. 左近将監忠鼎 - 肥前唐津藩主、奏者番
10. 和泉守忠光 - 肥前唐津藩主、
11. 越前守忠邦 - 肥前唐津藩主→遠江浜松藩主（7万石）→羽前山形藩主（5万石）、老中
12. 和泉守忠精 - 羽前山形藩主、老中
13. 和泉守忠弘 - 羽前山形藩主→近江朝日山藩主

### その他・諸流
水野豊信（藤右衛門。慶長3年・1598年卒）とその子孫についての記述が『寛政譜』新訂6巻118頁以下にある。それによると「豊信」は、家康に仕え、関東移封に付き従い、武蔵国豊嶋郡に知行210石を与えられたという。子孫は江戸旗本となっている。墓所は東京都文京区本駒込の吉祥寺。「織田信雄分限帳」のなかに「水野藤右衛門」の名があり、知多郡吉川郷（愛知県大府市）に200貫文と記されているが、これを同一人物と考えてよいのか判断に苦しむ。『寛政譜』によればその享年を、はじめ87、のちに81につくるとしており、生年は1512年もしくは1518年ということになる。

## 明治以降
維新後には水野氏からは子爵家4家、男爵家1家の計5家の華族家が出た。

### 水野子爵家（結城）
明治元年（1868年）閏4月10日に下総国結城藩主水野勝知は、戊辰戦争で王師に抗した罪を以て官位褫奪となり、ついで12月8日には1万8000石の所領のうち1000石を召し上げられ、蟄居が命じられた。代わって養子の勝寛が最後の結城藩主（1万7000石）に就任し、明治2年（1869年）6月22日の版籍奉還で知藩事に転じたのを経て明治4年（1871年）7月14日の廃藩置県まで藩知事を務めた。
版籍奉還の際に定められた家禄は、現米で484石。
明治9年（1876年）の金禄公債証書発行条例に基づき、家禄と引き換えに支給された金禄公債の額は、1万9152円5銭（華族受給者中237位）。
明治前期の頃の当主忠愛の住居は、東京市麹町区平川町にあった。
明治17年（1884年）7月7日に華族令施行で華族が五爵制になると、翌8日に忠愛は旧小藩知事として子爵に列した。水野忠武男爵（新宮水野家）の兄水野直が子爵位を継いだ。直は陸軍政務次官に任じられ、また貴族院議員の子爵互選に4回当選し、貴族院院内会派の研究会の幹部だった。水野直子爵の死後、その長男の勝邦が爵位を継承した。彼は中国研究家だった。
結城水野子爵家の邸宅は東京市麻布区宮村町にあった。

### 水野子爵家（朝日山）
最後の山形藩主水野忠弘は、戊辰戦争で当初征討軍に従軍したものの、のちに奥羽列藩同盟に寝返ったため征討軍の攻撃を受けて降服。しかし、その後再び官軍に参加して庄内藩征討に従軍したため、赦免されてそのまま藩主を務めることを許された。
忠弘は明治2年（1869年）6月29日に版籍奉還に伴い、山形藩知事に転じるとともに華族に列した。明治3年（1870年）5月9日には山形の管地を収められ、近江国浅井郡5万石を賜って、近江朝日山藩を立藩した。11月に同藩知事に任じられ、廃藩置県まで在職した。
版籍奉還の際に定められた家禄は、現米で1750石。
明治9年（1876年）の金禄公債証書発行条例に基づき、家禄と引き換えに支給された金禄公債の額は、5万4098円30銭（華族受給者中121位）。
明治前期の頃の忠弘の住居は、東京市芝区三田四国町にあった。当時の家扶は近藤孝行。
明治17年（1884年）7月7日に華族令施行で華族が五爵制になると、翌8日に忠弘は旧小藩知事として子爵に叙された。彼の死後は水野忠美が子爵位を継承し、忠美の死後はその長男水野忠款が爵位を継承した。
朝日山水野子爵家の邸宅は東京市渋谷区原宿にあった。

### 水野子爵家（菊間）
最後の駿河沼津藩主水野忠敬は、徳川家達を藩主とする静岡藩の立藩に伴い、明治元年（1868年）7月13日に上総国市原郡内において代地を与えられて上総菊間藩を立藩。同年12月17日には同地に居城がないゆえに現米1000石かつ金1万5000両を3年間下賜された。また明治元年末に出羽国が羽前国と羽後国に二分割されて消滅したのに伴い、明治2年3月4日に、それまでの出羽守の受領名を、明治2年7月の百官受領廃止までの短期間だけ存在したレアな受領名羽後守（うごのかみ）に替えられている。
明治2年（1869年）6月19日の版籍奉還で菊間藩知事に転じるとともに華族に列し、明治4年（1871年）7月14日の廃藩置県まで藩知事を務めた。
版籍奉還の際に定められた家禄は、現米で1926石。
明治9年（1876年）の金禄公債証書発行条例に基づき、家禄と引き換えに支給された金禄公債の額は、6万3983円78銭3厘（華族受給者中102位）。
明治前期の頃の忠敬の住居は、東京市京橋区山下町にあった。当時の家扶は谷井質と土方教。
明治17年（1884年）7月7日に華族令施行で華族が五爵制になると、翌8日に忠敬は旧小藩知事として子爵に叙された。
忠敬の死後、その息子の水野忠亮が爵位を継承し、彼の死後はその息子水野忠泰が爵位を継承した。
彼の代の昭和前期に菊間水野子爵家の邸宅は東京市渋谷区神山町にあった。

### 水野子爵家（鶴牧）
上総鶴牧藩の最後の藩主水野忠順は、明治2年（1869年）6月23日の版籍奉還で同藩藩知事に転じるとともに華族に列し、明治4年（1871年）7月14日の廃藩置県まで藩知事を務めた。
版籍奉還の際に定められた家禄は、現米で704石。
明治9年（1876年）の金禄公債証書発行条例に基づき、家禄と引き換えに支給された金禄公債の額は、2万5120円5銭4厘（華族受給者中187位）。
明治前期の頃の忠順の住居は、東京市本所区本所松井町にあった。当時の家扶は大多和堯則と長澤文太。
明治17年（1884年）7月7日に華族令施行で華族が五爵制になると、翌8日に忠順は旧小藩知事として子爵に叙された。

### 水野男爵家
紀州藩の付家老だった水野忠幹は、明治元年（1868年）正月24日に紀伊新宮藩を維新立藩することを許され、紀州藩から独立した。明治2年6月20日に版籍奉還に伴い、新宮藩知事に転じるとともに華族に列し、明治4年（1871年）7月14日の廃藩置県まで藩知事を務めた。
版籍奉還の際に定められた家禄は、現米で1719石。
明治9年（1876年）の金禄公債証書発行条例に基づき、家禄と引き換えに支給された金禄公債の額は、5万9710円46銭（華族受給者中115位）。
明治17年（1884年）7月7日に華族令施行で華族が五爵制になると、翌8日に忠幹は「一新後華族に列せられたる者」として男爵に叙された。
忠幹の長男の水野忠宜は陸軍に入隊したが、八甲田雪中行軍遭難事件で遭難死した。忠幹の死後にはその七男の水野忠武が爵位を継承した。
新宮水野男爵家の邸宅は京都市上京区平野八丁柳町にあった。

### その他
7233石の寄合旗本（維新後は下大夫席）だった水野貞尚は、明治2年（1869年）に華族に滑り込むことを狙って諸侯昇格願いを弁事役所宛てに提出しているが、却下されて士族編入となっている。新田高を加えても1万石にはならなかったのが原因といわれる。
また旧新宮藩主家とは別系で旧和歌山藩で6000石を食んでいた大阪府在住士族の水野太郎作家も明治後期に叙爵運動を行っていたと見られるが、結局叙爵はなく華族になることはできなかった。

## 系譜
実線は実子、点線は養子。

### 江戸時代前
数字は歴代緒川城主、「数字」は歴代刈谷城主